# Перушич-Бенковацький
Перушич-Бенковацький (хорв. Perušić Benkovački) — населений пункт у Хорватії, у Задарській жупанії у складі міста Бенковаць.

## Населення
Населення за даними перепису 2011 року становило 153 осіб.
Динаміка чисельності населення поселення:

## Клімат
Середня річна температура становить 13,78 °C, середня максимальна – 28,38 °C, а середня мінімальна – -0,21 °C. Середня річна кількість опадів – 875 мм.
| Клімат поселення                              | Клімат поселення | Клімат поселення | Клімат поселення | Клімат поселення | Клімат поселення | Клімат поселення | Клімат поселення | Клімат поселення | Клімат поселення | Клімат поселення | Клімат поселення | Клімат поселення | Клімат поселення |
| Показник                                      | Січ.             | Лют.             | Бер.             | Квіт.            | Трав.            | Черв.            | Лип.             | Серп.            | Вер.             | Жовт.            | Лист.            | Груд.            |                  |
| Середній максимум, °C                         | 10,33            | 11,08            | 13,79            | 17,08            | 21,96            | 25,85            | 28,38            | 28,00            | 23,74            | 19,40            | 13,78            | 10,90            |                  |
| Середня температура, °C                       | 5,06             | 5,79             | 8,53             | 11,80            | 16,68            | 20,58            | 23,82            | 23,44            | 19,21            | 14,87            | 9,23             | 6,36             |                  |
| Середній мінімум, °C                          | −0,21            | 0,53             | 3,25             | 6,54             | 11,40            | 15,31            | 19,28            | 18,90            | 14,66            | 10,32            | 4,70             | 1,83             |                  |
| Норма опадів, мм                              | 73               | 65               | 71               | 76               | 64               | 59               | 35               | 51               | 89               | 98               | 105              | 89               |                  |
| Середньомісячна швидкість вітру, м/с          | 2.47             | 2.62             | 2.81             | 2.72             | 2.39             | 2.18             | 2.20             | 2.06             | 2.23             | 2.34             | 2.77             | 2.73             |                  |
| Середньомісячна сонячна радіація, кДж/м²·день | 5136             | 7879             | 11452            | 16172            | 20260            | 22532            | 24212            | 21186            | 15750            | 9990             | 5552             | 4390             |                  |
| --------------------------------------------- | ---------------- | ---------------- | ---------------- | ---------------- | ---------------- | ---------------- | ---------------- | ---------------- | ---------------- | ---------------- | ---------------- | ---------------- | ---------------- |
| Джерело:                                      |                  |                  |                  |                  |                  |                  |                  |                  |                  |                  |                  |                  |                  |